# Europa Cinemas
Créé en 1992 par Claude-Eric Poiroux grâce au financement du CNC et du programme MEDIA, Europa Cinemas est le premier réseau de salles de cinéma dont la programmation est majoritairement européenne.
Début 2025, Europa Cinemas est présent dans 39 pays, 808 villes, 1302 salles (1143 en 2020), pour un total de 3192 écrans.
Europa Cinemas est actuellement présidé par le Suédois Mathias Holtz. Fatima Djoumer en est la Directrice générale.